# Арахиновая кислота
Арахиновая кислота (Эйкозановая кислота) С19Н39COOH — одноосновная предельная карбоновая кислота.

## Нахождение в природе
Содержится в коровьем масле, в масле земляных орехов и в жирном веществе зёрен плодов рамбутана; это последнее представляет глицерид арахиновой кислоты с небольшой примесью глицерида олеиновой кислоты. Содержится также во многих растительных маслах: масло купуасу (11 %), масло авелланского ореха (6,3 %), масло моринги (4 %), масло дерева сал (3—9 %), масло капустной пальмы (2,5 %), масло чёрного кофе (2,34 %), масло манго (2 %), масло дерева ним (2 %), масло расторопши (3 %), масло семян смородины (менее 2 %).

## Методы выделения из природного сырья
Арахиновая кислота получается омылением масла гидроксидом калия, разложением полученной соли хлороводородной кислотой и кристаллизацией из спирта; кристаллизуется в виде блестящих листочков. Образуется подобно прочим жирным кислотам при сплавлении с гидроксидом калия соответственной непредельной кислоты — брассидиновой.

## Химические свойства
Химические свойства аналогичны свойствам других предельных жирных кислот. Арахиновая кислота является поверхностно-активным веществом.